# Małgorzata Górska
Małgorzata Górska es una activista y conservacionista polaca, que desempeñó un papel integral en el movimiento para proteger el valle de Rospuda en el noreste de Polonia, una de las últimas áreas silvestres verdaderas de Europa. Viene de la región de Trzcianne en el Voivodado de Podlaquia en Polonia.

## Biografía
Małgorzata Górska trabaja para la Sociedad Polaca para la Protección de las Aves. Desde 2002 ha estado llevando a cabo una campaña para cambiar la ruta planificada de la Vía Báltica Expressway con el fin de preservar el Valle de Rospuda. En 2010 ganó el Premio Ambiental Goldman por sus logros como segunda polaca en la historia, después de que Jadwiga Łopata ganara el premio en 2002. Además de esto, junto con su esposo dirigen una casa de ecoturismo en el valle del Biebrza.

## Contribución a la conservación del valle de Rospuda

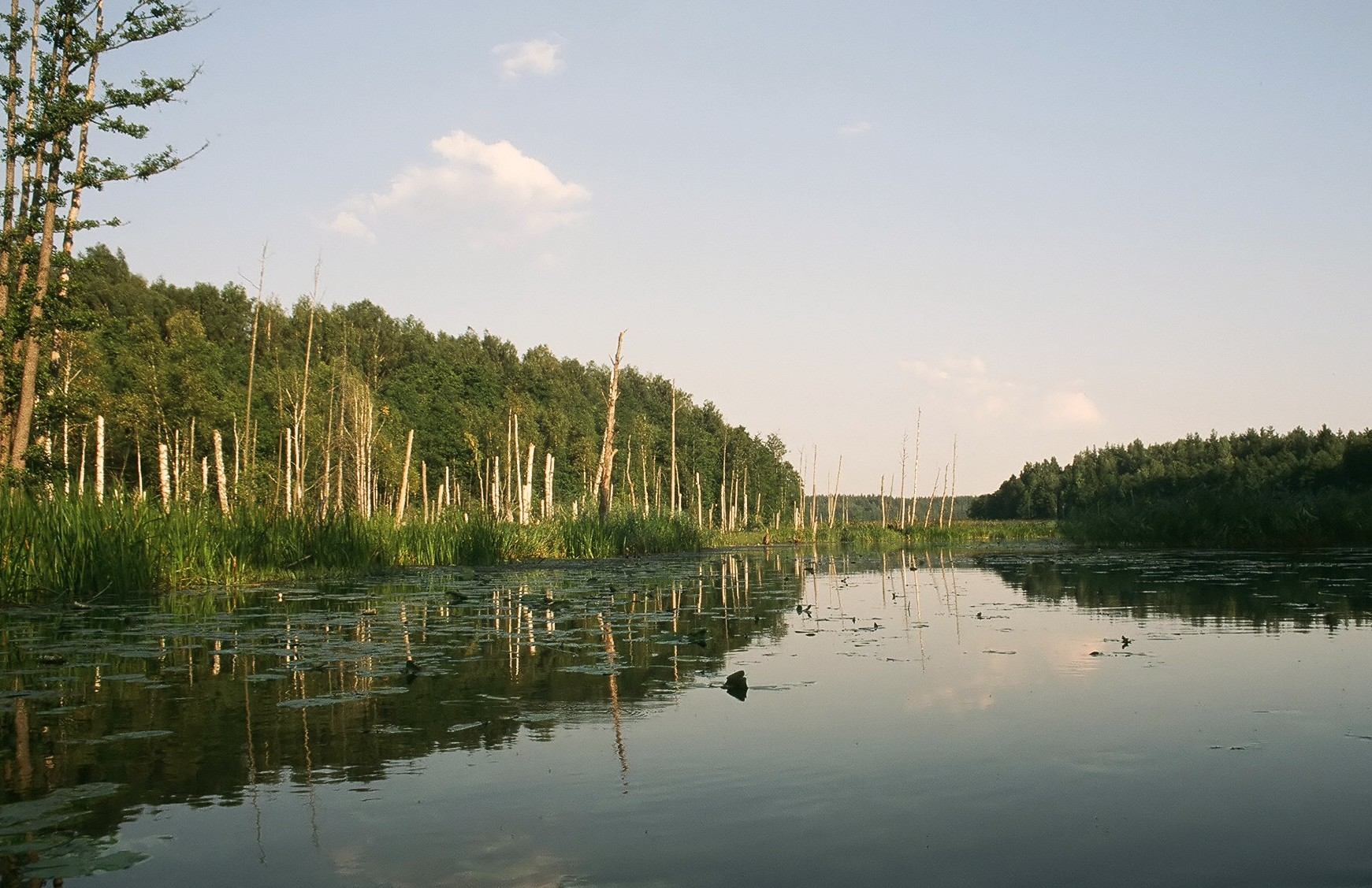
El valle de Rospuda, en el noreste de Polonia, es una de las últimas zonas silvestres intactas de Europa, ampliamente reconocida por su belleza e importancia medioambiental. Es el hogar de águilas en peligro de extinción y otras especies de aves, orquídeas, linces, lobos, alces, jabalíes, nutrias y castores.

Cuando se establecieron los planes de construir la autopista Via Baltica a través de las áreas únicas y vírgenes del valle de Rospuda, Małgorzata Górska comenzó su campaña para instar a los políticos a cambiar los planes. En 2002 galvanizó una coalición de activistas y organizaciones, entre ellas WWF Polonia, Greenpeace, la Red Verde Polaca y la Sociedad Polaca para la Protección de las Aves. Fue coorganizadora del movimiento público, durante el cual la gente usó una cinta verde para mostrar su apoyo a sus ideas. Małgorzata Górska estuvo activa en los medios de comunicación, concedió entrevistas y participó en numerosos debates. Sus actividades fueron a menudo un tema de artículos de revistas y periódicos.
Cuando Polonia se unió a la Unión Europea en 2004, el Valle de Rospuda se convirtió en un área protegida gracias al programa Natura 2000. Sin embargo, sus negociaciones con el gobierno polaco aún no dieron el resultado esperado. En 2007, la Comisión Europea remitió el caso al Tribunal de Justicia de la Unión Europea. Por fin, el Parlamento Europeo preparó un informe sobre el tema. Al mismo tiempo, los tribunales polacos anunciaron en tres ocasiones que la ruta planificada no era compatible con la legislación polaca.
Después de ocho años de combates, en marzo de 2009, el gobierno polaco declaró que la ruta se cambiaría y no se cruzaría con el valle de Rospuda. A pesar de haber logrado el objetivo original, Małgorzata Górska no se detuvo allí. Era necesario un cambio de ruta para no inmiscuirse en las áreas protegidas del bosque primordial de Knyszyn, las marismas de Biebrza y el bosque primordial de Augustów. Finalmente, el 20 de octubre de 2009 se planeó un cambio de ruta para estas controvertidas secciones de la ruta y estos terrenos se salvaron de la destrucción.

## Solicitud del premio medioambiental Goldman y la ceremonia
En 2010, Manana Kochladze, quien está asociada con Bankwatch y es la ganadora del Premio Ambiental Goldman 2004, nominó a Małgorzata Górska al premio de ese año. La organización Polish Green Network, que es socia de Bankwatch, inició la solicitud para el premio Goldman. Al ganar el premio fue invitada a la ceremonia en San Francisco, pero previamente asistió a numerosas reuniones, una de ellas con el presidente de Estados Unidos, Barack Obama.